# Neoleprea papilla
Neoleprea papilla är en ringmaskart som beskrevs av Anne D. Hutchings och Smith 1997. Neoleprea papilla ingår i släktet Neoleprea och familjen Terebellidae.
Artens utbredningsområde är havet kring Nya Zeeland. Inga underarter finns listade i Catalogue of Life.